# Frank Arnesen
Frank Arnesen (* 30. září 1956, Kodaň) je bývalý dánský fotbalista. Hrával na pozici záložníka.
S dánskou fotbalovou reprezentací získal bronzovou medaili na mistrovství Evropy roku 1984. Na tomto turnaji byl federací UEFA zařazen i do all-stars týmu. Zúčastnil se také mistrovství světa 1986. Celkem za národní tým odehrál 52 utkání, v nichž vstřelil 14 gólů.
S PSV Eindhoven vyhrál v sezóně 1987/88 Pohár mistrů evropských zemí. Je šestinásobným mistrem Nizozemska, třikrát s Ajaxem Amsterdam (1977, 1979, 1980), třikrát s Eindhovenem (1986, 1987, 1988). S Anderlechtem Brusel se stal dvakrát mistrem Belgie (1985, 1986).
Po skončení hráčské kariéry se věnoval fotbalovému managementu, byl sportovním ředitelem PSV Eindhoven, Tottenhamu Hotspur, Chelsea a Hamburgeru SV.